# Чинчилья, Лаура
Ла́ура Чинчи́лья Мира́нда (исп. Laura Chinchilla Miranda; род. 28 марта 1959) — президент Коста-Рики с 8 мая 2010 по 8 мая 2014 года, первая в истории Коста-Рики женщина-президент.

## Карьера
Лаура Чинчилья окончила Университет Коста-Рики и получила степень магистра по специальности общественная политика в Джорджтаунском университете в Вашингтоне. 
С начала 1990-х годов Лаура Чинчилья начала свою политическую карьеру, в это время она работает в качестве консультанта в различных международных юридических организациях в области институциональных реформ, уделяя особое внимание области судебного права, а также реформе сектора государственной безопасности. В это время она участвовала в различных международных программах, в том числе и программах ООН. Одним из важнейших направлений её деятельности стало реформирование полиции в странах Латинской Америки в общем, и в Коста-Рике в частности.
Имеет ряд публикаций, в том числе монографий по судебному праву, общественной безопасности и реформе полиции.
В период с 1994 по 1996 год находилась на посту заместителя министра общественной безопасности, с 1996 по 1998 год — министр общественной безопасности.
В 2014 году наездник Pseudapanteles laurachinchillae был назван в честь Лауры Чинчильи.

## Президентство
Лаура Чинчилья победила на выборах президента состоявшихся 7 февраля 2010 года. Чинчилья стала кандидатом от правящей Партии национального освобождения. При предыдущей администрации Оскара Ариаса Чинчилья занимала посты одного из двух вице-президентов, а также была министром юстиции. Чинчилья официально вступила в должность 8 мая.
Хотя она представляет левоцентристскую социал-демократическую партию, но как политик считалась экономически либеральной и социально-консервативной. Впрочем, её политический курс был довольно прогрессивным: одной из первых инициатив Чинчильи на посту президента стало предложение о введении для женщин трёх выходных дней в неделю вместо двух. В июле 2013 года президент подписала закон о легализации однополых партнёрств.

## Награды
Лаура Чинчилья была удостоена награды "Женщины десятилетия в общественной жизни" на женском экономическом форуме в Амстердаме. Чинчилья также имеет почетные докторские степени в Университете мира в Коста-Рике, Джорджтаунском университете в Вашингтоне и Университете иностранных языков в Киото.